# Го Чок Тонг
Го Чок Тонг (кит. упр. 吴作栋, пиньинь Wú Zuòdòng, палл. У Цзодун, хокло Го Цоктонг; род. 20 мая 1941, Сингапур) — второй Премьер-министр Сингапура.

## Биография
Го Чок Тонг получил среднее образование в колледже Института Раффлза. По окончании колледжа он продолжил обучение в Национальном университете Сингапура, где изучал экономику.
В 1964 году Го Чок Тонг поступил на работу в планово-экономический отдел Администрации Правительства Сингапура. С 1966 по 1967 годы Го обучался в Колледже Вилльямса в США, где по окончании курса «Экономика развития» получил степень магистра экономики.
С 1969 года Го Чок Тонг работал в национальной судоходной компании Neptune Orient Lines, занимая должности управляющего проектно-планового отдела, а затем финансового директора. С ноября 1973 по сентябрь 1977 года Го занимал пост управляющего директора компании.
В 1976 году Го Чок Тонг был избран в Парламент Сингапура от избирательного округа Мэрин Парад, как член партии «Народное действие». С 1977 по 1979 год он был Старшим государственным министром по финансам. С 1979 по ноябрь 1990 года Го занимал пост Министра торговли и промышленности, Министра здравоохранения и Министра обороны. С 1985 по ноябрь 1990 года он был Первым заместителем Председателя Правительства Сингапура.
28 ноября 1990 года Го Чок Тонг стал вторым премьер-министром Сингапура и преемником Ли Куан Ю. 12 августа 2004 года Го оставил главный государственный пост.

## Семья
Супруга Го Чок Тонга, Тан Чу Ленг, — юрист. У них двое детей, сын и дочь. Го Чок Тонг увлекается гольфом и теннисом.